# Лучиньяно
Лучиньяно (итал. Lucignano) — коммуна в Италии, расположена в области Тоскана, в провинции Ареццо.
Население коммуны составляет 3468 человек (2008 г.), плотность населения ─  79 чел./км². Коммуна занимает площадь 45 км². 
Покровителем коммуны почитается святой Феликс, празднование 29 июля .

## Демография
Динамика населения:

## В культуре
- В Лучиньяно происходит действие фильма «Копия верна» (2010) режиссёра Аббаса Киаростами.
- Золотое дерево Лучиньяно — часть грандиозного реликвария, созданного в средние века знаменитым сиенским ювелиром Габриэлло Д’Антонио; считается одним из лучших шедевров итальянского ювелирного дела[2].

## Галерея
- Главные ворота. Над воротами виден герб Медичи — бывших владельцев города
- На улице города
- Одна из башен города